# Sofía Carolina María de Brunswick-Wolfenbüttel
Sofía Carolina María de Brunswick-Wolfenbüttel (Wolfenbüttel, 7 de octubre de 1737-Neustädter, 22 de diciembre de 1817) fue la hija mayor del Duque Carlos I de Brunswick-Wolfenbüttel y de la princesa Filipina Carlota de Prusia, hermana de Federico II de Prusia.

## Planes de matrimonio con Jorge III
En 1753, Jorge II de Gran Bretaña esperaba casar a Sofía Carolina con su nieto Jorge, Príncipe de Gales (el futuro Jorge III), con el fin de mejorar las relaciones con Prusia, ya que Sofía Carolina era sobrina de Federico II de Prusia y Jorge II necesitaba tropas prusianas para ayudar a compensar la alianza entre Francia y Austria que se había producido como consecuencia de la Revolución Diplomática. 
La madre del príncipe Augusta, princesa viuda de Gales, frustró los planes de Jorge II y aumentaron las tensiones dentro de la familia real británica. El príncipe de Gales, bajo la influencia de su madre, se opuso con vehemencia al partido, declarando que no sería "bewolfenbuttelled". Augusta quería que su hijo se casara con su sobrina Frederica, pero esta unión también fracasó. Poco después de llegar a ser rey en 1760, Jorge III se casó con Carlota de Mecklemburgo-Strelitz al año siguiente, en lo que iba a convertirse en un matrimonio feliz.

## Matrimonio y viudez
El 20 de septiembre de 1759, se casó en Brunswick con Federico III de Brandeburgo-Bayreuth, 26 años mayor que ella. El matrimonio no tuvo hijos. Federico tenía una hija, Isabel Federica Sofía de Brandeburgo-Bayreuth, de su primer matrimonio, la cual era sólo cinco años más joven que ella. Para esta boda, se construyó otra preciosa casa de comedia en Bayreuth (que ya no existe en la actualidad). Para ellos se construyó el llamado Castillo Italiano, una extensión del Castillo Nuevo de Bayreuth. Además, el Margrave Federico le regaló el castillo de Colmdorf en las afueras de Bayreuth, lo que dio nombre al castillo. Después de solo tres años de matrimonio sin hijos, su esposo murió en 1763. Sin ningún tipo de descendencia masculina, fue sucedido  por su tío.
La viuda de 26 años y su tribunal eligieron la segunda residencia de Bayreuth en Erlangen, donde tuvo su residencia de viuda durante 53 años sin volver a casarse. La "Erlangen Margravina" - como la llamaban - hacía viajes, se involucraba entre otras cosas. para la Universidad de Erlangen y dejar que los estudiantes participen en su mesa para cenar en el castillo. El rey Federico Guillermo II fue uno de los ilustres invitados que recibió en dos ocasiones y enriqueció especialmente la vida musical y teatral de la ciudad. Vio la abdicación del último margrave de Franconia (Ansbach) y la rendición de Franconia a Baviera en 1806. Bajo la administración bávara, parte de su propiedad fue confiscada mientras aún estaba viva. 
Ella legó su biblioteca a la Biblioteca de la Universidad de Erlangen-Núremberg. Hay alrededor de 700 volúmenes en la sala de conferencias, otros se han dividido entre los fondos normales de la biblioteca. 
- Datos: Q435291
- Multimedia: Sophie Caroline Marie von Braunschweig-Wolfenbüttel / Q435291